# Medicina Gràfica
Medicina Gràfica fa referència a l'ús dels còmics com a eina per a l'educació sanitària i en la formació per a pacients. Aquest moviment és derivat del moviment internacional Graphic Medicine.

## Història del moviment de Medicina Gràfica
El terme va ser encunyat pel metge i autor de còmic Ian Williams per a descriure el punt de "la intersecció entre el mitjà dels còmics i el discurs de l'atenció mèdica". Els còmics són un mitjà atractiu, accessible i poderós per a presentar narracions sobre patologies i les vivències associades a aquestes. Encara que el moviment es troba encara en els seus inicis, diverses revistes acadèmiques han publicat articles centrats en medicina gràfica com ara Journal of the Medical Humanities and Literature and Medicine o Technical Communications Quarterly, que l'any 2020 va publicar un número especial sobre còmics i narrativa gràfica. Aquest número incloïa una categoria d'articles de recerca que examinaven la comunicació gràfica en salut.
El lloc web de Graphic Medicine va ser creat l'any 2007 pel mateix Ian Williams, mentre preparava els seus estudis de doctorat. Durant aquest procés va trobar els treballs de Susan M. Squier, “Beyond nescience: the intersectional insights of health humanities” i “So Long as They Grow Out of It: Comics, The Discourse of Developmental Normalcy, and Disability."
En 2014, la Biblioteca del districte de Ypsilanti (Ypsilanti, Míchigan) va rebre la primera subvenció per al creixement de novel·les gràfiques Will Eisner de l'Associació Americana de Biblioteques per la seva proposta de crear una col·lecció de narratives de medicina gràfica.
En 2015 la Universitat Estatal de Pennsilvania va publicar The Graphic Medicine Manifesto. Aquest va ser el volum inaugural de la sèrie de Medicina Gràfica en curs en Penn State University Press, coeditat per Susan M. Squier i Ian Williams.
En 2018, la Biblioteca Nacional de Medicina dels Estats Units va crear una exposició, Graphic Medicine: Ill-Conceived and Well Drawn! que està disponible en línia, i que es va exposant en diferents entitats dels Estats Units.
La revista científica Annals of Internal Medicine dedica actualment una secció en exclusiva a la Medicina Gràfica anomenada: Annals of Graphic Medicine
Des de 2016 la revista JAMA publica cada any un article amb les dues millors publicacions de medicina gràfica de l'any. L'edició de 2023 va incloure els guanyadors del Graphic Medicine International Collective Awards.

## Moviment Medicina Gràfica en espanyol
El moviment Medicina Gràfica en espanyol neix l'any 2017 de la mà de Mónica Lalanda. En els seus inicis, el moviment es trobava focalitzat en el blog de Medicina Gràfica i les seves xarxes, aquest s'ha anat ampliant amb la realització de congressos de Medicina Gràfica, amb dues edicions celebrades en 2018 i 2019 i múltiples xerrades i esdeveniments de divulgació sobre medicina i còmic com Coruña Gràfica.
La Universitat Internacional d'Andalusia ofereix un màster de Medicina Gràfica
Des de la seva creació el grup de Medicina Gràfica en espanyol ha augmentat el número dels seus components:

## Medicina Gràfica a les biblioteques
A més a més del fons de la Biblioteca Nacional de Medicina dels Estats Units, actualment, són diverses les biblioteques universitàries que incorporen la Medicina Gràfica al seu fons.
A Catalunya trobem el CRAI Biblioteca del Campus de Bellvitge de la Universitat de Barcelona, que des del 2018 té una col·lecció de medicina gràfica.
A Aragó, la Biblioteca Biomèdica de la Universitat de Saragossa disposa també d'un fons de medicina gràfica.
La Universitat Complutense de Madrid disposa d'una selecció de còmics a la seva Biblioteca d'Infermeria, Fisioteràpia i Podologia.

## Obres notables
- Bad Doctor - Ian Williams; ISBN 978-0271067544 (Saludar-te Edicions: edició en Espanyol ISBN 978-8412134704)
- Stitches - David Small; ISBN 978-0393338966
- Con-ciencia Médica - Mónica Lalanda; ISBN 978-8416624508
- Píldoras Azules - Frederick Peeters; ISBN 9788190624138
- Una posibilidad entre mil - Cristina Durán i Miguel Ángel Giner; ISBN 8496722899
- La máquina de Efrén - Cristina Durán i Miguel Ángel Giner; ISBN 8496722457
- Arrugues - Paco Roca; ISBN 8496815390
- Epilèptic - David B. ; ISBN 8416131481
- Efectes Secundaris - Diversos Autors; ISBN 978-8418215933
- Cara o Creu: Convivint amb un trastorn mental - Lou Lubie; ISBN 978-8467932164
- Neurocomic - Hana Roš i Matteo Farinella; ISBN 978-1907704703
- Forat Negre - Charles Burns; ISBN 978-8417442262
- El Club de les Bates Blanques - Yo, doctor; ISBN 8417001921
- L'Adopció - Zidrou i Arno Monim; ISBN 8412134729